# Mercenaries: Playground of Destruction
Mercenaries: Playground of destruction (aquest és el títol original en anglès, pel títol publicat als Països Catalans en territori espanyol és Mercenarios: El arte de la destrucción i en territori italià Mercenari) és un videojoc d'acció en tercera persona ambientat en un imaginari cop d'estat a Corea del Nord el setembre de 2009. Va ser publicat en venda el 18 de febrer de 2005. Actualment hi ha una continuació titulada Mercenaries 2: World in Flames, ambientada a Veneçuela.

## Argument
El líder de Corea del Nord, l'ancià president Choi Kim, havia transmès a Corea del Sud el seu desig d'assolir la pau. Per a això, va acceptar la Sunshine Policy (Política de mà estesa) i va revifar així les esperances d'una reunificació pacífica. En resposta Corea del Sud va accedir a invertir diners en Corea del Nord amb la condició que aquests desmantellessin el seu exèrcit. El president Choi Kim es va convertir en una figura molt admirada entre la joventut sud-coreana i va despertar un nou sentiment d'esperança i orgull al poble.
Ningú no s'esperava els terribles esdeveniments que llançarien per terra els plans de pau. El fill de Choi Kim, el general Choi Song, no estava gens content amb les negociacions i els tractats de pau. Ell creia que el seu pare estava equivocat sobre la destinació|destí de Corea del Nord. En el transcurs de la cerimònia on se celebrava la unificació de Corea, el general Song va organitzar un cop. Amb el suport|respatller d'un exèrcit d'insurgents va dinamitar la cerimònia i va aniquilar la vida dels líders de les dues Corees, fins i tot al seu propi pare.
El nou dictador de Corea del Nord va expulsar a tots els ambaixadors, va prohibir l'entrada de premsa estrangera i va tallar tota comunicació amb l'exterior. Finalment la premsa va oblidar Corea i es va centrar en altres crisis. Però quan menys ho esperaven, va arribar el pitjor.
L'armada australiana va acudir a rescatar als tripulants d'un vaixell de càrrega nord-coreà però quan aquests els van veure arribar van fer tot el possible per enfonsar el vaixell, una cosa que va fer sospitar els australians, que van decidir inspeccionar-lo. Van trobar armes nuclears a la bodega amb destinació a una empresa indonèsia que funcionava com a tapadora per a terroristes. Les nacions aliades es van fer eco desvincle que hi havia entre el general Song, les armes nuclears i els terroristes. Poc després el govern xinès va publicar un informe que revelava que la capacitat nuclear de Corea del Nord estava molt més avançada del que es creia, els nord-coreans posseïen armament nuclear per atacar els cinc continents.
Les Nacions Aliades (paròdia de les Nacions Unides) van envair Corea del Nord i van desarticular la zona de llançament de Yongbyon. Inspectors de les NA van trobar allà documents que confirmaven que Corea del Nord estava construint 30 caps nuclears en una altra zona encara desconeguda, i que serien llestos en tres setmanes. El caos era imminent, i aquí és quan entren en acció els protagonistes, els mercenaris.

## Remena de 52 cartes
Després de l'ofensiva, en va, a Yongbyon les NA ara tenien un objectiu nou i urgent: localitzar i capturar el General Song abans que els míssils fossin llestos per al seu llançament i del qual Song es trobés al comandament d'una superpotència nuclear. Després de setmana i mitja de recerca infructuosa les rodes de premsa de les nacions unides van adquirir un aire de desesperació. Van distribuir una llista de els més buscats. Song, era l'As de Picas. Els seus principals assessors militars i científics completaven la resta de la baralla al costat de diversos criminals contractats per ell. Un portaveu de les NA va aparèixer en GSRN (canal de notícies internacional) i va oferir un botí pel general Song, res més i res menys que cent milions de dòlars.
La baralla es divideix en quatre pals:
- Trebols: Homes de negocis, mafiosos i polítics corruptes (divisió 39).
- Diamants: Membres de l'exèrcit de Corea del Nord.
- Cors: Biòlegs, químics i científics nuclears.
- Piques: Els més propers al general Song. La majoria són dones, però també hi ha alguns exministres nord-coreans.

## Personatges
Tot just començar el joc hem d'escollir entre un d'aquests tres mercenaris que treballen per a OpEx (Operacions Executives) que és un exèrcit privat (mercenaris) inventat per al joc. OpEx va ser constituïda en 2001, accepta encàrrecs tant de governs com de privats.

### Chris Jacobs
- Parla anglès i coreà
- Nascut a: San José, Califòrnia

La seva mare és una intèrpret coreana i el seu pare era coronel de l'exèrcit dels Estats Units. La seva mare el va ensenyar a parlar coreà mentre el seu pare li donava inestimables consells sobre tàctiques militars. Va servir com a part del grup d'aplicacions de combat de l'exèrcit durant set anys, fins que es va adonar que podia treure molt profit de les seves habilitats. De manera que es va unir a OpEx. Ningú no és capaç d'aguantar tant càstig com a ell.

### Jennifer Mui
- Parla anglès i xinès
- Nascuda a: Hong Kong, Xina

Jennifer és filla d'una xinesa resident en Hong Kong i d'un alt comandament de l'exèrcit britànic. Després del divorci dels seus pares, quan ella tenia 12 anys, es va traslladar a viure amb la seva mare a Anglaterra. La seva especialitat és passar desapercebuda, utilitzant la seva formació i aptituds naturals per infiltrar-se en llocs on altres soldats desentonarien terriblement.

### Mattias Nilsson
- Parla anglès, suec i rus
- Nascut a: Arvisaujur, Suècia

En la seva infantesa Nilsson era un desastre estudiant, preveient que s'acabaria convertint en un treballador no qualificat als 16 anys es va allistar a l'exèrcit; que deixaria més tard per entrar a OpEx. Pot ser que Nilsson tingui poca experiència, però pel que respecta als altres mercenaris no és més que un principiant. Fins i tot que no porti uns anys més no sabrà el que és el combat de veritat. No obstant això, en tan poc temps ha demostrat moure's més ràpid que ningú en el camp de batalla i un mercenari ràpid no és un mercenari que torna sa a casa.

### Fiona Taylor (Tècnica)
- Parla anglès
- Nascuda a: Sydney, Austràlia

Fiona no és mercenària, és l'experta en tecnologia que OpEx ha seleccionat per a aquest conflicte. Ella és el contacte dels mercenaris amb el món exterior, dominant el flux d'informació d'un centenar de satèl·lits i canals de comunicació intervinguts. Fiona té molta experiència manejant els agents i és capaç de posar al seu lloc qualsevol mercenari.
Fiona va ser tinent de l'armada real australiana, on es va especialitzar en armament electrònic per a submarins. Després va treballar per a l'ASIS (Servei Secret d'Intel·ligència Australià), però recentment ha deixat el seu lloc per incorporar-se a OpEx.

## Faccions
A diferència d'altres videojocs bèl·lics, aquí es té total llibertat per fer el que es vulgui, quan es vulgui i amb qui s'estimi. Durant la recerca de Song capturarem alguns comandaments menors, i per obtenir informació realitzarem missions per a les diferents faccions del joc.
Les nostres accions poden influir en la relació amb una facció. Si matem un soldat (encara que sigui per error), destruïm una caserna general... la relació amb aquesta facció disminuirà. També disminuirà si una facció sol·licita els nostres serveis per atacar a una altra facció (Exemple: La unió sud-coreana ens demana que destruïm un magatzem de la Xina, la nostra amistat amb Corea del sud augmentarà però ocorrerà al contrari amb la Xina)
Per emportar-nos millor amb una facció podem realitzar una missió, atacar a una facció enemiga, capturar a una carta (sol en el cas de les NA), lliurar-los un vehicle (sol en el cas de la màfia russa) o destrueix un monument dedicat al general Song (sol en el cas de la Unió Sud-Coreana). I si res d'això no funciona podem subornar el soldat que trobarem a la porta de les diferents casernes de les faccions.

### Nacions aliades
El grup operatiu de les NA (paròdia de l'ONU) té un sol propòsit: enderrocar el general Song i acabar amb l'amenaça que representen seus armes nuclears. El grup funciona com una organització militar i està controlat per un comitè. És inevitable que això provoqui indecisions i que les reaccions a les amenaces siguin lentes, i per aquest motiu sovint anomenen companyies com a OpEx. Les NA tenen a la seva disposició gran quantitat d'arsenal, però ha quedat dispersat a causa de la sobtada ofensiva a Corea del Nord. I el que és més important, són els que paguen el botí pels membres de baralla de 52 cartes.

#### Líder de les NA: Coronel Samuel Garrett

Atacant una facció

El coronel Samuel Garret aconsegueix mantenir el cap fred malgrat l'embolic que té entre mans. Ell considera els mercenaris un mal necessari; si les coses es fessin a la seva manera capturaria o assassinaria a tota la baralla en 30 dies, però això no seria correcte i ha de fingir que les coses funcionen correctament. Mentre la baralla sigui eliminada, li és igual que facció resulti victoriosa al final.

### Xina
Encara que tècnicament Xina forma part del grup operatiu de les NA, este país també compte amb un exèrcit propi que es troba desplegat en Corea del Nord i que opera de forma autònoma. Els xinesos volen absorbir a Corea del Nord després de l'enderrocament del General Song. Poden proporcionar vehicles blindats, artilleria potent i atacs aeris. Sempre que t'hi portis bé

#### Líder xinès: Coronel Peng
El coronel Peng és summament fred i professional. És un veterà espia i un alt comandament militar. És un fidel membre del partit, però reconeix les debilitats del seu propi govern. Els mercenaris li mereixen la mateixa opinió que qualsevol altre agent estranger: són útils mentre es mantinguin sota control, però no convé confiar-hi.

### Màfia Russa
La Màfia russa pretén controlar els mercats il·legals de Corea del Nord. A ells en realitat els és igual qui estigui en el poder sempre que la xarxa criminal russa pugui operar. Els objectius de la màfia els fan estar enfrontats amb la resta de faccions, encara que ells prefereixen evitar el conflicte militar directe.
La màfia no té gaire presència militar a Corea del Nord. Tanmateix, controlen el mercat negre i gràcies a això poden proporcionar tota classe d'artefactes, sempre que es mantingui una bona relació amb ells. A més, poden imitar les comunicacions d'altres faccions i això permet adquirir vehicles o armes d'altres faccions.

#### Líder de la Màfia: Sergei Voronov
Sergei és un jove vàndal rus, un pinxo del posglasnost que busca fer-se notar al marge dels padrins tradicionals. El seu pare és un exsenyor del crim de la KGB procedent de Moscou. Està ansiós per demostrar que és més llest, més dur i millor que la resta.

### Unió Sud-Coreana
La unió sud-coreana és en realitat una organització militar controlada per la CIA. Volen assegurar-se que al final del conflicte, hi ha un govern proamericà (un estat marioneta dels EUA) en el poder. Això els enfronta amb la Xina i en menor grau amb la Màfia russa.
Compte amb suport aeri proporcionat per la CIA. La unió pot oferir atacs aeris sigil·losos i precisos.

#### Líder de la unió sud-coreana: agent especial Mitchell Buford
Buford és en un americà. El líder de la unió sud-coreana és un agent de la CIA que porta massa temps treballant en això i ja està fart de tot. Aquesta vegada està decidit a fer les coses bé per establir una sòlida democràcia proamericana en una Corea reunificada. Ell considera a Corea la via per portar la democràcia a la Xina, però continua allotjant el típic odi pel comunisme i la Xina vermella. Per a ell, un mercenari és dels bons i està content per compartir les comoditats d'Occident.

### Corea del Nord
Corea del Nord és l'única facció amb la qual el nostre grau d'amistat no pot augmentar o disminuir, la facció aquesta declarada com a enemiga principal.
Sota el control del general Song, Corea del Nord intenta mantenir la seva pròpia estabilitat interna mentre tracta de conquerir Corea del Sud per reunificar la península de Corea. En última instància, el seu objectiu és usar la seva capacitat nuclear per convertir-se en una potència mundial. La baralla de 52 cartes identifica als líders de la facció nord-coreana.

#### Líder nord-coreà: general Choi Song
Song sempre ha estat un arrogant i per a ell la solució a tot passava per l'ús de la força, però el seu pare mai no va sospitar el gaire que el seu fill anhelava el poder. El general Song no és sol un brillant estrateg militar, a més oculta com a ningú les seves verdaderes intencions i això el converteix en un influent dictador. Tanmateix, malgrat la seva meticulosa planificació, hi ha un factor que no ha tingut en compte: els mercenaris.

## Vehicles
A continuació alguns dels vehicles disponibles en el joc:

### NA
- Helicòpter de combat YAH-56
- Vehicle blindat M1126
- Jeep 1024

### Xina
- Transport Meu-17
- Tanc 80
- Tanc 96

### Màfia Russa
- Patruller MD-530
- Jeep
- Furgoneta de TDW
- Sedan de la màfia

### Unió Sud-Coreana
- Atac lleuger LHX
- Vehicle blindat K200
- Jeep 516

### Corea del Nord
- Frog 7
- Patruller Sungri

### Vehicles Civils
- Jaju
- Autobús
- Transportamaletes
- Lada 124
- Camió de transport

## Armes
Aquestes són algunes de les armes disponibles:
- Metralladora lleugera (NA)
- Granada Coet
- Subfusell de supressió encobert
- Rifle de precisió
- Metralladora lleugera (Corea)
- Míssil antiaeri
- Escopeta
- Míssil antitanc
- Bomba antibúnquer
- Ataque amb míssil creuer
- Càrrega d'explosius C4
- Granada de fragmentació
- Ataque quirúrgic

## Curiositats
- Hi ha un gran nombre de referències en els noms de les armes de destrucció massiva, com per exemple a la pirateria de videojocs, al Falcó mil·lenari, a l'Estrella de la mort (Episodi VI). Algunes de les referències humorístiques s'amaguen en els personatges que no parlen anglès, per exemple, durant les batalles amb soldats xinesos exclamen "baixar ànec" (literalment, l'animal en xinès) i quan el jugador visita la caserna general xinesa, el guàrdia de la caserna de tant en tant diu (en xinès), "el porc capitalista és aquí per veure el Coronel. "

- Hi ha un gran nombre de referències a Star Wars en els titulars de notícies durant les notícies de GRSN després de cada contracte: 'Una tropa de clons ha estat clonat a Tipoca City, les reivindicacions d'un comitè internacional decideixen que Beneita Fett va disparar primer, i 'una demanda que es va presentar en Coruscant respecte a una estació espacial defectuosa  '. Amb referència a l'Estrella de la mort, Han Solo és una de les disfresses desbloquejables. En una missió, Buford diu "... com els destructors d'una estrella de l'espai en el cinema". Finalment, durant l'escena del final, un periodista anomenat Kyle Kowakian parla de la captura del general Song. Kowakian és una raça de Star Wars, i Kyle és una referència a un personatge popular en la Guerra de les Galàxies: Kyle Katarn.

- Un nombre de referències d'Indiana Jones es fan notar, com el títol "Artefacte egipci trobat en caixes del dipòsit del govern des de 1936", en un dels objectes històrics de Corea. Indiana Jones és també un vestit desbloquejable.

- També hi ha referències a la pelíula Alien en una de les respostes: "Què se suposa que usaré?". Pel caràcter quan es fa un intent de fuegoen una arma buida. Altres gags en aquesta situació són, "Hey, jo tiro la meva sabata si vols!"

- Al primer Contracte de l'As, el jugador ha de destruir la "Song Tower" amb una bomba antibúnquer. La torre és en realitat el Ryugyong Hotel, que és buit des que es va abandonar la construcció en 1992.

- En el joc, en "Pyongyang Nord" hi ha un edifici que sembla una gran tenda de campanya. És la Pista de Gel de Pyongyang.

- També visible en el joc, en "Pyongyang Nord" un gran arc, de color blanc, quadrat i de 4 cares. Aquesta estructura existeix al món real. És l'Arc del Triomf (Pyongyang), i és el major Arc del Triomf del món.

- Durant els informatius de GSRN després de la captura del general Chul Kang en els titulars es pot llegir: "Científics desconcertats després de descobrir empremtes gegants a l'illa Odo". Es tracta d'una referència a Godzilla.

- Garret porta tres estrelles al seu uniforme, la qual cosa indica que és tinent general, però se li anomena coronel.

- El joc també fa referència a Starcraft: el 16è tresor nacional (el que és davant la seu de les Nacions Aliades) porta per títol "ciència-ficció ETR" (estratègia en temps real).

- Hi ha també una referència a Speed: a "Pyongyang Nord", el jugador pot fer una missió secundària en la qual ha de conduir un autobús, per sobre de la velocitat de 90 km/h. La missió acaba quan el vehicle redueix la velocitat a menys de 90 km/h.

- La baralla de 52 cartes és un concepte semblant a Deck of 52, el mètode usat a l'Iraq per capturar a Saddam Hussein i a membres del seu govern.

- El pare del general Song, el president Choi Kim guarda una semblança raonable amb el president de Corea del Nord, Kim Jong-il.

- Operacions Executives (OpEx) és una clara referència a Executive Outcomes, una companyia militar privada que va desaparèixer en 1999

## Premis
- Inclòs en la llista de Game Informer sobre el "Top 50 Games of 2005"